# Audi R8 LMS
Der Audi R8 LMS (intern R16) ist ein GT-Rennwagen auf Basis des Audi R8.

## Technik
Der Audi R8 LMS ist nach dem Reglement der Gruppe GT3 aufgebaut. Für den Antrieb sorgt ein 5,2-Liter-V10-Saugmotor, der vor der Hinterachse montiert ist. Der Direkteinspritzer leistet 503 PS (370 kW) und hat ein maximales Drehmoment von 500 Newtonmetern. Die Kraft wird über ein 6-Gang-Sportgetriebe mit Schaltwippen auf die Hinterachse übertragen. Der serienmäßige Allradantrieb des R8 wurde reglementsbedingt durch Hinterradantrieb ersetzt.

## Geschichte
Die Entwicklungsarbeiten der quattro GmbH am Audi R8 LMS begannen im Januar 2008 mit Hilfe von Abt Sportsline. Das Fahrzeug sei für den Kundensport bestimmt und würde nicht werksseitig eingesetzt. Im März 2009 wurde der erste der insgesamt zwölf R8 LMS zur Entwicklung an Audi Sport Italia ausgeliefert. Die weiteren R8 LMS gingen an Abt Sportsline, Argo Racing, ORECA, das Team Phoenix und das Team Rosberg. Die Fahrzeuge kommen in der FIA GT3-Europameisterschaft, der ADAC GT Masters, der BFGoodrich Langstreckenmeisterschaft, der Französischen GT-Meisterschaft, der Belgischen GT-Meisterschaft und der Italienischen GT-Meisterschaft zum Einsatz. Mit 14 Siegen ist er der bisher erfolgreichste Wagen der ADAC GT Masters.
Im Herbst 2009 begann der freie Verkauf an Motorsportteams. Der Preis betrug 262.000 EUR netto.

### 24-Stunden-Rennen auf dem Nürburgring
Beim 24-Stunden-Rennen auf dem Nürburgring 2009 hatten Abt Sportline und das Team Phoenix wie angekündigt jeweils zwei R8 LMS eingesetzt.
Nach mehrfachen Führungswechseln zwischen zwei R8 und zwei Manthey-Porsche lagen bis zur 19. Stunde vier Autos in einer Runde, danach hatte das Fahrzeug des Phoenix-Teams von Frank Biela, Marcel Fässler, Emanuele Pirro und Hans-Joachim Stuck technische Probleme. Das Schwesterauto von Abt Sportsline, pilotiert von Christian Abt, Jean-François Hemroulle, Pierre Kaffer und Lucas Luhr, wurde hingegen Zweiter. Die anderen beiden Wagen hatten ebenfalls Schwierigkeiten, sodass Mattias Ekström, Timo Scheider und Marco Werner das Rennen auf Platz 23 beendeten und Marc Basseng, Frank Stippler und Mike Rockenfeller mit sechs Runden Rückstand Fünfter wurden. 2010 wurde die Anzahl der R8 LMS auf sieben Stück erhöht. Die Teams Abt Sportsline, Phoenix und Black Falcon setzten den R8 beim Rennen ein, Team Phoenix beendete den Lauf auf dem Podium und als Klassensieger.

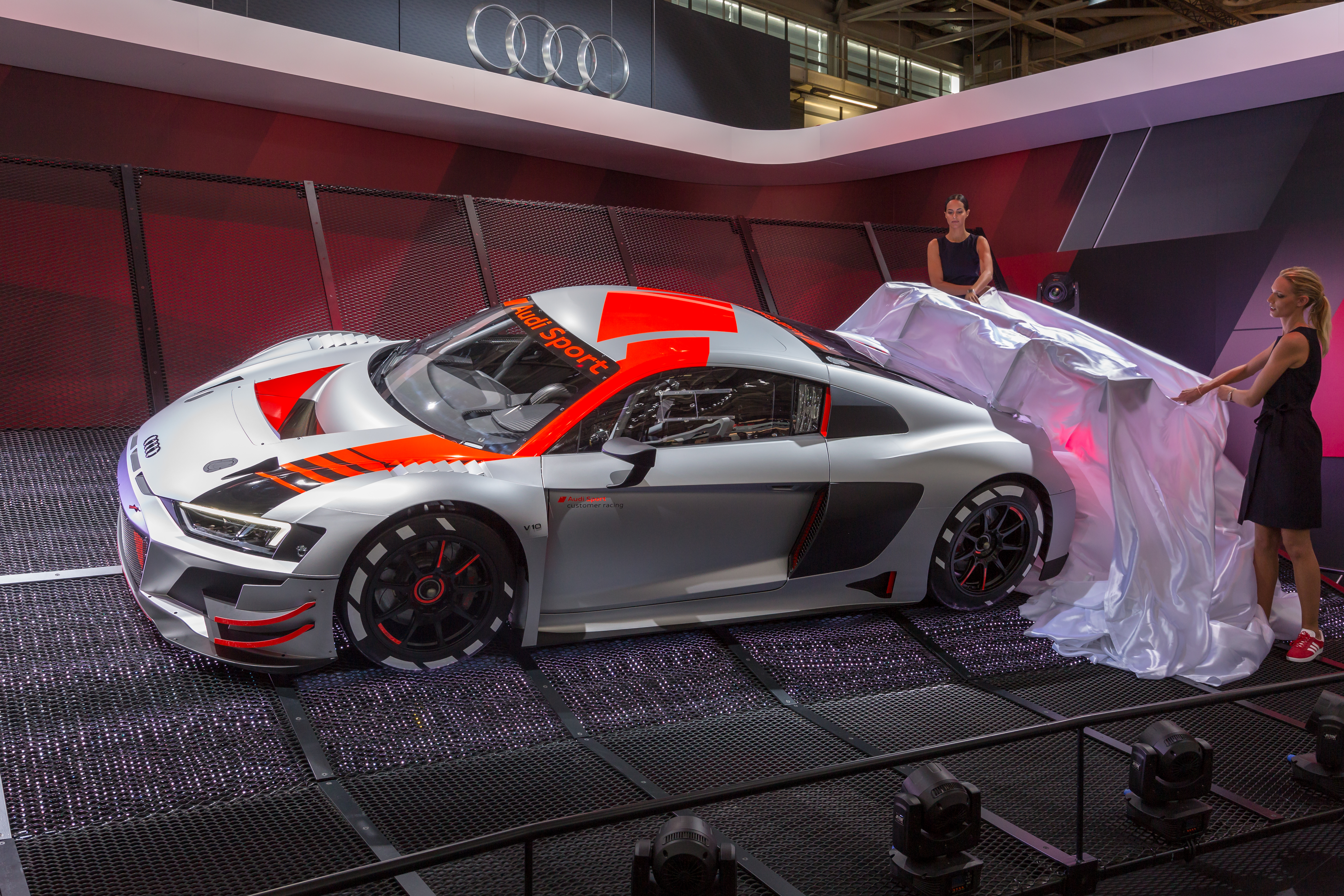
Audi R8 LMS (4S)